# Jannes Fittje
Jannes Fittje (* 22. Juli 1999 in Bremen) ist ein deutscher Automobilrennfahrer, der aktuell in der ADAC GT Masters fährt.

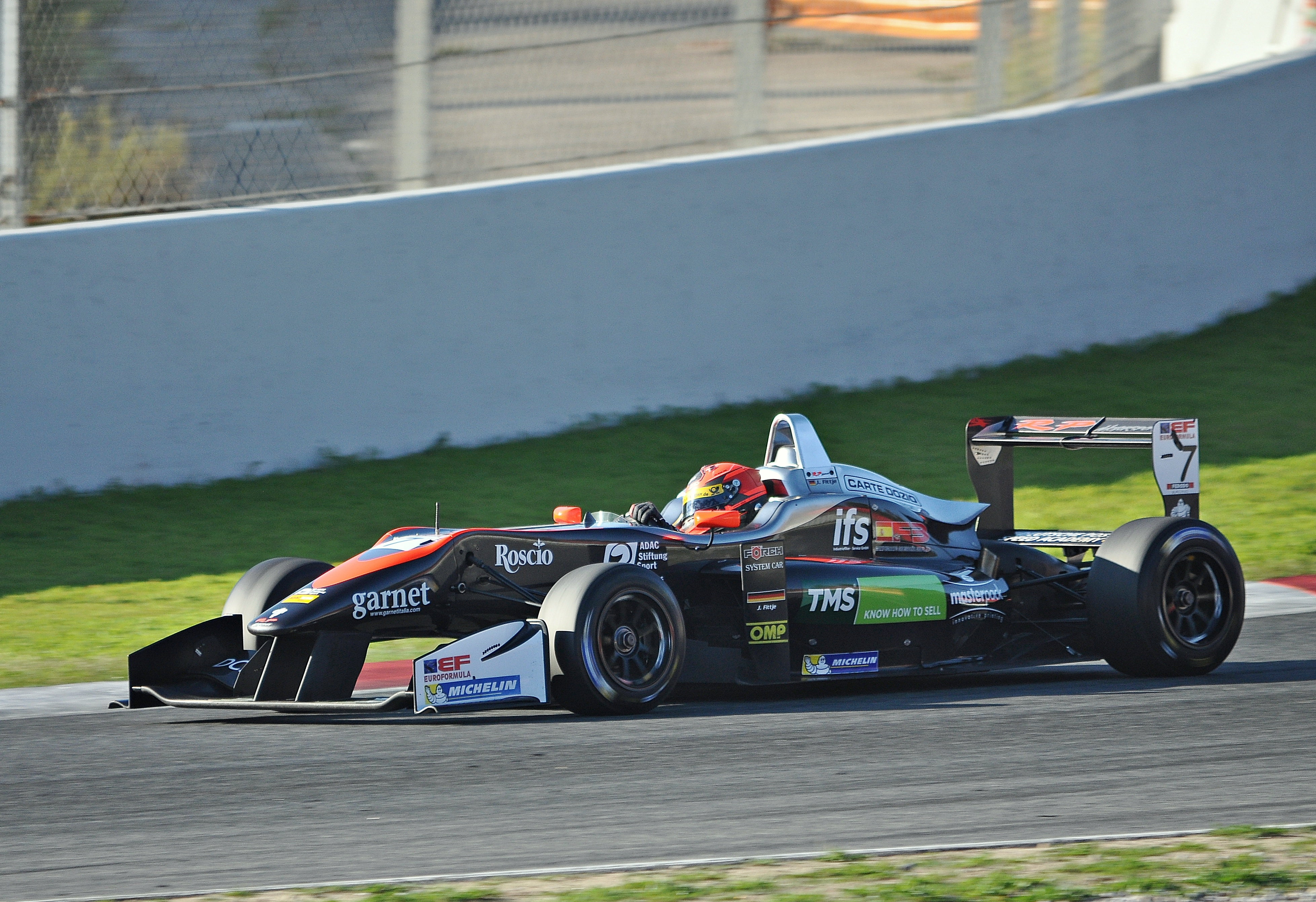
Fittje im Dallara 312 von RP Motorsport in der Euroformula Open 2017

## Karriere
Jannes Fittje startete 2011 im Kartsport. 2015 gab er sein Debüt in der ADAC Formel 4 Meisterschaft mit dem Team Motopark. Er beendete seine erste Formel-4-Saison auf dem 18. Gesamtrang mit 22 Punkten.
2017 wechselte er in die Euroformula Open, wo er mit 159 Punkten den 5. Platz belegte. 2018 ersetzte er David Beckmann bei Jenzer Motorsport für die letzten fünf Rennen der GP3 Meisterschaft.
Fittje wechselte 2019 in den Porsche Carrera Cup Deutschland und absolvierte auch einen Start im Porsche Supercup. In beiden Meisterschaften ging Fittje für das Team Project 1 an den Start.
2020 startete Fittje für das Rennteam KÜS Team75 Bernhard in der ADAC GT Masters.
2021 startete Fittje erneut für das Team „KÜS Team 75 Bernhard“ und wechselte zur Saisonmitte zum Team „Joos Sportwagentechnik“.

## Statistik

### Karrierestationen
- 2011–2014: Kartsport
- 2015: Deutsche Formel-4-Meisterschaft (Platz 18)
- 2016: Deutsche Formel-4-Meisterschaft (Platz 7)
- 2017: Euroformula Open (Platz 5) [Vizemeister Rookiewertung]
- 2018: GP3-Serie (Platz 20)
- 2018: Euroformula Open (Platz 12)
- 2019: Porsche Carrera Cup Deutschland (Platz 18)
- 2019: Porsche Supercup (Platz 25)
- 2020: ADAC GT Masters (Platz 17) [Vizemeister Juniorwertung]
- 2021: ADAC GT Masters (Platz 21)
- 2022: ADAC GT Masters